# HRT F110
Der HRT F110 ist ein Formel-1-Rennwagen und der Einsatzwagen des Hispania Racing F1 Teams in der Formel-1-Saison 2010, der von Dallara konstruiert wurde.

## Renngeschichte
Der HRT F110 wurde ursprünglich für Campos Grand Prix entwickelt. Nachdem Geldprobleme des Teams im Februar 2010 zur Übernahme durch José Ramon Carabante geführt hatten, stellte Dallara das Auto für Hispania Racing fertig.
Dallara orientierte sich beim Design stark am Red Bull RB5 aus dem Vorjahr. Vor allem die V-Nase wurde von diesem Fahrzeug abgeleitet. Angetrieben wurde der F110 vom 2,4-Liter-V8-Motor von Cosworth. Geschaltet wurde über ein Siebengang-Getriebe von X-Trac. Der Wagen erwies sich als kaum konkurrenzfähig. Geoff Willis, der technische Berater des Teams, ließ sich mit den Worten zitieren, dass der F110 nicht dem Stand der Formel 1 entspreche; Dallara habe an vielen Stellen simple, veraltete Lösungen gewählt. Der HRT F110 erfuhr im Laufe der Saison 2010 keinerlei Modifikationen. Er war der einzige Formel-1-Wagen, der alle Rennen des Jahres in unveränderter Form bestritt.
Durch die späte Fertigstellung der beiden Einsatzfahrzeuge kam das Team ohne jeden Testkilometer zum Großen Preis von Bahrain. Während Bruno Senna bei den Freitag- und Samstagtrainings insgesamt 28 Runden fahren konnte, hatte der Wagen von Karun Chandhok sein Roll-Out erst im Qualifikationstraining. Beide F110 qualifizierten sich am Ende des Startfeldes, gingen jedoch von der Boxengasse aus ins Rennen. Chandhok fiel nach zwei Runden durch einen Unfall aus und Senna nach 18 Runden wegen Motorschadens.
Nach dem sechsten Wertungslauf der Saison, dem Großen Preis von Monaco, erreichte Chandhok vier und sein Teamkollege Senna zwei Zielankünfte. Die besten Ergebnisse erzielte Chandhok mit den beiden 14. Rängen in Australien und Monaco.

## Ergebnisse
| Fahrer               | Nr.                  | 1   | 2   | 3  | 4  | 5   | 6   | 7   | 8   | 9  | 10 | 11  | 12 | 13  | 14  | 15  | 16 | 17 | 18 | 19 | Punkte | Rang |
| -------------------- | -------------------- | --- | --- | -- | -- | --- | --- | --- | --- | -- | -- | --- | -- | --- | --- | --- | -- | -- | -- | -- | ------ | ---- |
| Formel-1-Saison 2010 | Formel-1-Saison 2010 |     |     |    |    |     |     |     |     |    |    |     |    |     |     |     |    |    |    |    | —      | 11.  |
| K. Chandhok          | 20                   | DNF | 14  | 15 | 17 | DNF | 14* | 20* | 18  | 18 | 19 |     |    |     |     |     |    |    |    |    | —      | 11.  |
| S. Yamamoto          | 20                   |     |     |    |    |     |     |     |     |    |    | DNF | 19 | 20  | 19  |     | 16 | 15 |    |    | —      | 11.  |
| C. Klien             | 20                   |     |     |    |    | PO  |     |     |     | PO |    |     |    |     |     | DNF |    |    | 22 | 20 | —      | 11.  |
| B. Senna             | 21                   | DNF | DNF | 16 | 16 | DNF | DNF | DNF | DNF | 20 |    | 19  | 17 | DNF | DNF | DNF | 15 | 14 | 21 | 19 | —      | 11.  |
| S. Yamamoto          | 21                   |     |     |    |    |     |     | PO  |     |    | 20 |     |    |     |     |     |    |    |    |    | —      | 11.  |

| Legende  | Legende            | Legende                                                          |
| Farbe    | Abkürzung          | Bedeutung                                                        |
| -------- | ------------------ | ---------------------------------------------------------------- |
| Gold     | –                  | Sieg                                                             |
| Silber   | –                  | 2. Platz                                                         |
| Bronze   | –                  | 3. Platz                                                         |
| Grün     | –                  | Platzierung in den Punkten                                       |
| Blau     | –                  | Klassifiziert außerhalb der Punkteränge                          |
| Violett  | DNF                | Rennen nicht beendet (did not finish)                            |
| Violett  | NC                 | nicht klassifiziert (not classified)                             |
| Rot      | DNQ                | nicht qualifiziert (did not qualify)                             |
| Rot      | DNPQ               | in Vorqualifikation gescheitert (did not pre-qualify)            |
| Schwarz  | DSQ                | disqualifiziert (disqualified)                                   |
| Weiß     | DNS                | nicht am Start (did not start)                                   |
| Weiß     | WD                 | zurückgezogen (withdrawn)                                        |
| Hellblau | PO                 | nur am Training teilgenommen (practiced only)                    |
| Hellblau | TD                 | Freitags-Testfahrer (test driver)                                |
| ohne     | DNP                | nicht am Training teilgenommen (did not practice)                |
| ohne     | INJ                | verletzt oder krank (injured)                                    |
| ohne     | EX                 | ausgeschlossen (excluded)                                        |
| ohne     | DNA                | nicht erschienen (did not arrive)                                |
| ohne     | C                  | Rennen abgesagt (cancelled)                                      |
| ohne     | keine WM-Teilnahme |                                                                  |
| sonstige | P/fett             | Pole-Position                                                    |
| sonstige | 1/2/3/4/5/6/7/8    | Punktplatzierung im Sprint-/Qualifikationsrennen                 |
| sonstige | SR/kursiv          | Schnellste Rennrunde                                             |
| sonstige | *                  | nicht im Ziel, aufgrund der zurückgelegten Distanz aber gewertet |
| sonstige | ()                 | Streichresultate                                                 |
| sonstige | unterstrichen      | Führender in der Gesamtwertung                                   |